# Покрово-Васильево
Покрово-Васильево — село в Пичаевском районе Тамбовской области России. 
Административный центр Покрово-Васильевского сельсовета.

## География
Расположено на реке Кашма, в 5 км по прямой к юго-востоку от райцентра, села Пичаево, и в 72 км по прямой к северо-востоку от Тамбова.
Вблизи к северо-западу находится деревня Васильево.
В селе расположен храм Покрова Пресвятой Богородицы.

## Население
| 2002 | 2010 |
| ---- | ---- |
| 445  | ↘396 |

Согласно результатам переписи 2002 года, в национальной структуре населения русские составляли 99 % от жителей.